# Формуляр документа
Формуляр документа — внутрішня структура, зміст і стилістичні особливості тексту документа, які вперше сформував французький ерудит — Жан Мабільон. Характерною рисою формуляра є сталість побудови. Розрізняють умовний (найзагальніша схема побудови документів в цілому), абстрактний (загальна схема побудови документів певного різновиду), конкретний (схематична структура певних груп документів усередині конкретного виду документів) та індивідуальний (схема побудови окремо взятого тексту) формуляри.

Умовний формуляр середньовічного та ранньомодерного документу:

- Початковий протокол: інвокація — взивання імені Бога, богословський відступ, або просто знак хризмону; інтитуляція — вказування особи, від якої походить документ; інскрипція — вказування адресата; салютація — вітання
- Основна частина: аренга, преамбула, промульгація — публічна заява, нарація — виклад суті справи, диспозиція — розпорядження, санкція — заборона порушувати приписи документа, Корроборація — засвідчення автентичності документа
- Заключна частина — есхатокол: дата, місце і час видачі документа, апрекація — заключне побажання
- Засвідчувальна частина: субскрипція — формула, що передає суть засвідчувальної дії, сигнатура — підпис.